# Роча, Альдо
Альдо Пауль Роча Гонсалес (исп. Aldo Paúl Rocha González; 6 ноября 1992 года, Леон-де-лос-Альдама) — мексиканский футболист, играющий на позиции полузащитника. Ныне выступает за мексиканский клуб «Атлас».

## Биография
Альдо Роча начинал свою карьеру футболиста в мексиканском клубе «Леон». 17 марта 2013 года он дебютировал в мексиканской Примере, выйдя на замену в гостевом матче с командой «УНАМ Пумас». 16 января 2016 года Роча забил свой первый гол на высшем уровне, открыв счёт в гостевом поединке против «Веракруса».
С начала 2017 года Альдо Роча представлял клуб «Монаркас Морелия», первоначально на правах аренды, а спустя полгода заключив полноценный контракт. С 2020 года выступает за «Масатлан», выкупивший у «Монаркас Морелии» франшизу на выступление в мексиканской Примере.
В 2021 году перешёл в «Атлас», где довольно быстро стал капитаном команды.

## Достижения
«Леон»
- Чемпион Мексики (2): Ап. 2013, Кл. 2014
- Финалист Кубка Мексики (1): Ап. 2015

 «Монаркас Морелия»
- Финалист Кубка Мексики (1): Кл. 2017